# 기립찬양
기립찬양(Acathist Hymn, 그리스어: Ἀκάθιστος Ὕμνος, "unseated hymn")은 동방 정교회와 비잔틴 가톨릭 기독교인이 일반적으로 낭송하는 찬송가의 한 유형으로 성자, 거룩한 행사 또는 삼위일체 중 한 위격에게 헌정되었다. 그 이름은 찬송가를 부르거나 때로는 전체 예배를 드리는 동안 회중이 앉지 않고 경건하게 서 있어야 한다는 사실에서 유래되었다 (노인이나 허약한 사람은 제외)
일반적으로 비잔틴 가톨릭 및 정교회 기독교 예배 중에 앉고, 서고, 절하고, 절하는 것은 복잡한 규칙과 개인 재량에 따라 결정된다. 오직 복음을 낭독하고 기립찬양의 노래를 부르는 동안에만 모든 사람에게 의무적인 것으로 간주된다.